# Борисов, Иван Николаевич (учёный)
Иван Николаевич Борисов (11 февраля 1957, Прохоровка, Белгородская область — 20 октября 2024) — учёный в области технологии производства цемента, доктор технических наук, профессор, зав. кафедрой технологии цемента и композиционных материалов Белгородского государственного технологического университета им. В. Г. Шухова, член-корреспондент Российской Академии Естествознания.

## Биография
Родился 11 февраля 1957 года в пгт Прохоровка Белгородской области.
В 1974 году окончил Прохоровскую среднюю школу, в 1983 г. — Белгородский технологический институт им. И. А. Гришманова (сегодня — БГТУ им. В. Г. Шухова) по специальности «химическая технология вяжущих материалов».
С 1983 года работал в Белгородском государственном технологическом университете им. В. Г. Шухова.
На протяжении 10 лет (до 2011 года) был заместителем по научной работе директора института строительного материаловедения БГТУ им. В. Г. Шухова и директором созданного при этом институте НИИ.
В 2009 году назначен на должность заведующего кафедрой технологии цемента и композиционных материалов.
Умер 20 октября 2024 года в возрасте 67 лет.

## Награды, премии и звания
- нагрудный знак «Почетный работник высшего и профессионального образования РФ» (2007)
- медаль за лучшую разработку на Конгрессе производителей цемента (2009)
- почетная грамота и диплом Белгородской областной Думы (2010)
- благодарность администрации г. Белгорода (2014)
- медаль «За заслуги перед БГТУ им. В. Г. Шухова» III и II степени (2017, 2018)

## Профессиональная и научная деятельность
В 1996 году И. Н. Борисов защитил диссертацию на соискание ученой степени кандидата технических наук по теме: «Жидкофазное спекание и образование обмазки во вращающихся печах».
Докторская диссертация «Энерго- и ресурсосбережение при обжиге цементного клинкера на основе комплексной интенсификации технологических процессов» была защищена в 2008 году.
Направление научной деятельности: развитие представлений о физико-химических высокотемпературных процессах в системе «огнеупор — обмазка — клинкер»; совершенствование комплекса теплообменных устройств вращающейся печи на основе оптимизации процессов тепломассообмена.
Направление научно-методической деятельности: комплекс методов и установок, моделирующих одновременно протекающие процессы при обжиге цементного клинкера во вращающихся печах.
И. Н. Борисовым разработана научная методология энергосбережения при обжиге клинкера во вращающихся печах с использованием техногенных материалов с одновременной экономией природного сырья, повышением качества продукции и улучшением экологии окружающей среды.
Практическая значимость работ подтверждена изготовлением и внедрением более 120 диффузионных вихревых горелок (патент № 2187043, сертификат соответствия № 7546092), выполнением и реализацией проектов комплекса теплообменных устройств для вращающихся печей. Данная разработка получила Золотую медаль «Архимед-2010» на XIII Международном салоне изобретений и инновационных технологий.
Результаты исследований опубликованы в трех монографиях; материалах международных конференций по химии и технологии цемента (Россия, Казахстан и Украина), Конгресса производителей цемента, Цемклуба; получено 8 патентов и авторских свидетельств на изобретения.

### Основные научные и учебные издания
- Тепловые установки и основы теплотехники: лабо¬раторный практикум: учебное пособие / Н. П. Кудеярова, И. Н. Борисов, Д. В. Смаль, С. А. Перескок. — Белгород: Изд-во БГТУ, 2017. — 94 с.
- Получение защитно-декоративных покрытий на стеновых строительных материалах методом плазменного оплавления : монография / В. С. Бессмертный, Н. И. Бондаренко, И. Н. Борисов, Д. О. Бондаренко. — Белгород : Изд-во БГТУ им. В. Г. Шухова, 2014. — 103 с.
- Кудеярова, Н. П., Борисов И. Н. Технология вяжущих и композиционных материалов : лабораторный практикум : учебное пособие для студентов специальности 240304.65 — Хим. технология тугоплав. неметал. и силикат. материалов и направления 240304.62 — Хим. технология / Н. П. Кудеярова, И. Н. Борисов ; БГТУ им. В. Г. Шухова. — Белгород : Изд-во БГТУ им. В. Г. Шухова, 2013. — 62 с.
- Борисов, И. Н. Исследование теплообмена в цепных завесах вращающихся печей на основе математической модели / И. Н. Борисов, Д. С. Москвичев, Д. В. Смаль // Инновационные материалы и технологии (XX научные чтения) : сб. докл. междунар. науч.-практ. конф., Белгород, 11-12 окт. 2011 г. — Белгород : Изд-во БГТУ им. В. Г. Шухова, 2011. — Ч. 3. — С. 7-10.
- Научные исследования, наносистемы и ресурсосберегающие технологии в промышленности строительных материалов (XIX научные чтения, 5-8 октября 2010 г. г. Белгород) : междунар. науч.-практ. конф. : сб. докл. / редкол. В. К. Классен, И. Н. Борисов [и др.]. — Белгород : Изд-во БГТУ им. В. Г. Шухова, 2010 — Ч. 2 : Современные технологии керамики, стекла, вяжущих и композиционных материалов. — 2010. — 318 с.
- Классен, В. К. Техногенные материалы в производстве цемента : монография / В. К. Классен, И. Н. Борисов , В. Е. Мануйлов; ред. В. К. Классен. — Белгород : Изд-во БГТУ им. В. Г. Шухова, 2008. — 125 с.
- Борисов, И. Н. Управление процессами агломерации материалов и формирования обмазки во вращающихся печах цементной промышленности / И. Н. Борисов. — Белгород : Белаудит, 2003. — 112 с.[5]

### Членство в академиях, научно-методических советах, редакционных коллегиях
- эксперт Профакредагентства (сертификат № 007/43-16 от 25 марта 2016 года)
- академик РАЕ
- член редакционных коллегий журналов: «Вестник БГТУ им. В. Г. Шухова»[6], «Цемент и его применение», ALITinform
- руководитель подкомитета 144 комитета Федеральное агентство по техническому регулированию и метрологии (Росстандарта)
- член научно-технического совета БГТУ им. В. Г. Шухова[7]